# Saint-Antonin-Noble-Val

Saint-Antonin-Noble-Val este o comună în departamentul Tarn-et-Garonne din sudul Franței. În 2009 avea o populație de 1.829 de locuitori.

## Evoluția populației
| An        | 1975  | 1982  | 1990  | 1999  | 2006  | 2009  |
| --------- | ----- | ----- | ----- | ----- | ----- | ----- |
| Populație | 1.743 | 1.830 | 1.867 | 1.887 | 1.797 | 1.829 |